# اوليف بيميش
«أوليف بيماش» (1890-1978) هي ناشطة ايرلندية تدافع عن حقوق المرأة، حيث تقلدت بوسام «الاتحاد الاجتماعي و السياسي للمرأة», وانخرطت في حركة الكفاح المتشددة بما في ذلك مهاجمة صناديق البريد والحرق المتعمد. كانت تعرف أيضا باسم «فيليس بارادي», وقد سجنت واطعمت بالقوة وكانت من أوائل من ت الإفراج عنهم بموجب قانون القط والفأر. وحكم عليها في ما بعد بالسجن 18 شهرا مع الاشغال الشاقة.

## النشأة
ولدت لوالدين من منطقة «كورك», والدها كان مزارعا تابع إلى البروتستانت، وكان لديها اخوة. دعمها والدها للانضمام إلى الاتحاد في عام 1906 . ولبست شارتها في المدرسة، بينما كانت تعيش في «ويست بيوري» بالقرب من «بريستول / إنجلترا» حيث تم انتقالها عام 1901 ., شعرت «بيماش» بالوضع المتدني للمرأة عندما كان اخوتها قادرين على الانخراط في السياسة عام 1905 في الانتخابات، قائلة: شعرت بموقف شديد الانحدار، لانني لن أكون متساوية معهم في االعالم السياسي، وادركت أيضا الوضع المتدني للنساء في كل مكان في العالم.درست بيميش في كليه جيرتون الرياضيات والاقتصاد في عام 1912.

## حق المشاركة «الاقتراع»

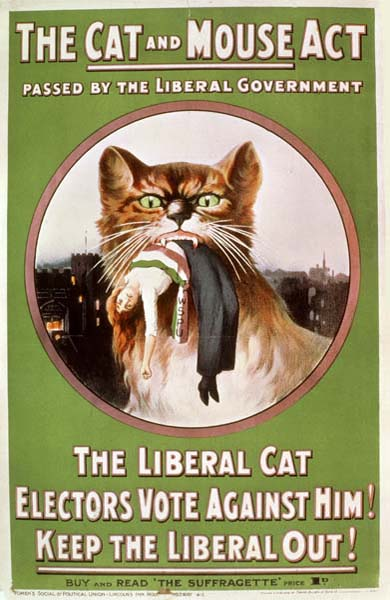
'قانون القط والفأر

من غير المعروف إذا كانت مشاركة ف الانتخابات في الكلية ام لا، لكنها سرعان ما بدات في تنظيم الاتحاد في «باترسي/ لندن» وكذلك في «ايست اند» حيث قامت بتنظيم هجوما متعمدا في 19/3/1913 , حيث تم تدمير «تريفي ثان» وهو قصر في «ايغان» في «سالي» اللتي كان مالكها «ليدي وايت» خارج البلاد في حريق متعمد، وتم العثور على رسائل في الحديقة تشير إلى شعارات حق الانتخاب للمراة بما في ذلك التوقف عن التعذيب لرفاقها ي السجن والنساء.
ذكر شرطي محلي ان بيميش هي واحده من سيدات ركوب الدراجات بسرعه كبيره بدون أضواء في الواحده صباحا في تلك الليله وتم التعرف عليها تحت اسم مستعار فيليس برادي. وبعد اقل من شهر كانت تشعل النار في محطه ساندر ستيد ولكن لم يتم القبض عليها. ومره أخرى فيليس برادي مع ايلسي دوفال تم القبض عليهما في ميتشام، مع البرافين ومواد قابله للاشتعال، وحكم عليها بالسجن 6 أسابيع في سجن هاواي
.
اضربت عن الطعام وتم اطعامها بالقوة، كانت هي وايلسي أول من تم الإفراج عنهما في 28/3/1913 تحت قانة ن القط والفأر وهذا القانة ن يعني الإفراج المؤقت بسبب المرض لعام 1913. سمح للسجناء الذين يتعرضون لخطر الموت بسبب الاضراب عن الطعام والتغذية الاجباريه بالإفراج عنهم للتعافي واعاده القبض عليهم فيما بعد لاكمال عقوباتهم.
ذهبت بيميش اتلى منطقه رجينتس بارك في لندن واستمرت في انشطه المقاتلين.تم سؤال مقر الاتحاد عن مكان وجود الثلاثة الذين تم الإفراج عنهم بموجب القانون.
وضحت ديلي ميرور نواياهم في جعل هذا القانون سخيفا كما تفعل الحكومة لإحباط حركتهم.
كتبت الدكتوره فلورا موراي إلى جلاسكو انها اجرت اختبارت البول على كيتي ماريون وبيميش خلال اضرابهم عن الطعام ووجدت مستويات عاليه من بروميد المخدرات المنومه التي تم استخدامها كمرخي للعضلات لمنع القيء اثناء التغذية بالقوة والتي قال الطبيب عنها انه امر ضار وانه بينما كانت بيميش تستعد للدفاع ضد المحاكمة، حاولت الحصول على مقيء لجعل نفسها تتقيء الادويه المنومه.

## الوفاة
خلال الحرب العالميه الأولى، كانت بيميش منظمه اجتماعيه مقرها في هكستون. ثم ادارت أعمال وكاله الطباعة الخاصة بها لمده 21 عاما في لندن حتى عام 1930، وكانت في منصب المدير التنفيذي لرابطه النساء العاملات والأمناء.
وكانت في الحزب الشيوعي من 1919 إلى 1926 , لكنها سرعان ما انضمت إلى حزب العمل في ذلك الوقت وأصبحت سكرتيره حزب العمال تشيلمسفورد. دعمت بيميش الحزب الجمهوري في الحرب الاهليه الاسبانيه.
توفيت بيميش في سوفولك1978.